# 叶头过路黄
叶头过路黄（学名：Lysimachia phyllocephala）为报春花科珍珠菜属的植物，是中国的特有植物。分布在中国大陆的湖南、四川、贵州、江西、云南、广西、湖北、浙江等地，生长于海拔600米至2,600米的地区，一般生长在山谷溪边、阔叶林下和路旁，目前尚未由人工引种栽培。

## 异名
- Lysimachia phyllocephala Hand.-Mazz. var. polycephala (Chien) F. H. Chen et C. M. Hu